# Georges Leclanché

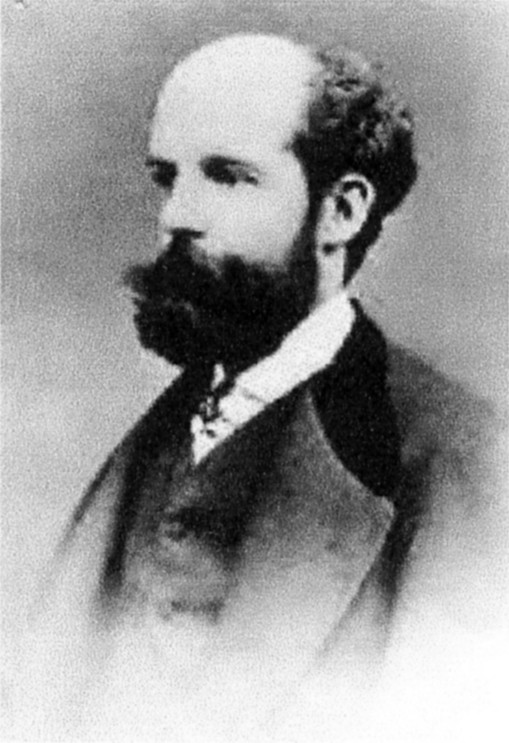
Georges Leclanché

Georges Leclanché (Parmain, 1839 – Parijs, 14 september 1882) was een Frans elektrotechnicus. Hij is de uitvinder van het leclanché-element, een van de eerste moderne elektrische batterijen en voorloper van de zink-koolstofcel.

## Levensloop
Georges werd geboren in 1839 als zoon van Léopold Leclanché en Eugénie de Villeneuve. Hij kreeg zijn opleiding in Engeland, maar keerde terug naar Frankrijk om zijn studie te voltooien aan de École Central des Arts et Manufactures in Parijs. Na zijn afstuderen in 1860 ging hij aan de slag als technicus bij de spoorwegen.
Zes jaar later, in 1866, ontwikkelde hij zijn batterij; deze bestaat uit een geleidende oplossing (elektrolyt) van ammoniumchloride, een negatieve elektrode (anode) van zink en een positieve elektrode (kathode) van koolstof. De koolstof elektrode hangt niet direct in de elektrolyt, maar zit in een poreuze pot die gevuld is met een mengsel van mangaan(IV)oxide en koolstofpoeder. Zijn element geeft een spanning af van 1,5 volt.
Na de wereldtentoonstelling van 1867 gaf Georges zijn baan op en richtte hij zich volledig op zijn uitvinding. Een jaar later nam de Belgische telegraafdienst zijn batterij in bedrijf. Hierop opende hij samen met zijn partner M. Barbier de fabriek Leclanché-Barbier, voor de productie van batterijen en andere elektrotechnische apparaten.
Na zijn overlijden in 1882 neemt zijn broer Maurice de zaak over.